# Mario Terán
Pour les articles homonymes, voir Terán.
Mario Terán Salazar, né le 9 avril 1942 à Cochabamba (Bolivie) et mort le 10 mars 2022 à Santa Cruz, est un sous-officier bolivien connu pour avoir exécuté Ernesto Che Guevara le 9 octobre 1967, dans la petite école de La Higuera.

## Biographie
Volontaire tiré au sort pour exécuter le Che, Mario Terán agit sous les ordres de sa hiérarchie à la demande du général Barrientos. Mario Terán s'est porté volontaire pour l'exécution car trois camarades d'arme portant le même prénom que lui sont morts sous les balles des guérilleros. 
En 1977, Paris Match diffuse le témoignage de Mario Terán. Che Guevara aurait dit juste avant de mourir : « « ¡Póngase sereno —me dijo— y apunte bien! ¡Va a matar a un hombre! » », ce que l’on peut traduire par : « Calmez-vous – me dit-il - et visez bien ! Vous allez tuer un homme ! ».
La version officielle fut pendant quelques années que le sergent Mario Terán se serait suicidé deux ans après, en 1969, sans que l'on ait pu lier son suicide à la mort du Che.
Mais en réalité il a vécu sous une autre identité. Il réapparaitra en 2007 pour être opéré de la cataracte par des médecins cubains.
Le 10 mars 2022, il décède dans une résidence militaire à Santa Cruz en Bolivie, au sein de laquelle il vivait depuis plusieurs années en raison de problèmes de santé,.